# Mila in the Multiverse
Mila in the Multiverse (portugiesischer Originaltitel: Mila no Multiverso) ist eine brasilianische Jugend-Science-Fiction-Serie, die von Nonstop und Boutique Filmes für die Walt Disney Company umgesetzt wurde. In Brasilien fand die Premiere der Serie am 25. Januar 2023 auf Disney+ statt. Im deutschsprachigen Raum erfolgte die Erstveröffentlichung der Serie durch Disney+ am 15. Februar 2023.

## Handlung
Zu ihrem sechzehnten Geburtstag erhält Mila ein ganz besonderes Geschenk. Mit diesem Geschenk ist sie fortan in der Lage, auf der Suche nach ihrer Mutter Elis zwischen verschiedenen Paralleluniversen hin und her zu reisen. Doch Mila findet bald heraus, dass das Verschwinden ihrer Mutter nur der Anfang der Geschichte und ihrer Reise ist. Seit Elis herausgefunden hat, dass tatsächlich mehrere Universen parallel zueinander existieren, wird sie von einer geheimnisvollen Gruppe namens „Os Operadores“ gejagt. Mila muss sich dieser neuen und gefährlichen Situation anpassen und wird dabei von ihren Freunden Juliana, Vinícius und Pierre unterstützt. Gemeinsam mit ihnen reist Mila durch das riesige Multiversum auf der Suche nach ihrer Mutter Elis. Ein unglaubliches Abenteuer voller Überraschungen und Gefahren wartet auf die Freunde. 

## Besetzung
| Rolle             | Schauspieler     |
| ----------------- | ---------------- |
| Mila              | Laura Luz        |
| Elis              | Malu Mader       |
| Juliana           | Yuki Sugimoto    |
| Pierre            | Dani Flomin      |
| Vinícius          | João Victor      |
| Diretora Verônica | Rafaela Mandelli |
| Bóris             | Felipe Montanari |
| Domênico          | Danilo de Moura  |
| Ilka              | Amanda Lyra      |
| Felipe            | Jader Januário   |

## Episodenliste

### Staffel 1
| Nr. (ges.) | Nr. (St.) | Deutscher Titel                             | Originaltitel                                     | Erstveröffentlichung (Disney+) | Deutschsprachige Erstveröffentlichung (Disney+) |
| ---------- | --------- | ------------------------------------------- | ------------------------------------------------- | ------------------------------ | ----------------------------------------------- |
| 1          | 1         | Im Ernst, Mama?                             | É Sério, mãe?                                     | 25. Jan. 2023                  | 15. Feb. 2023                                   |
| 2          | 2         | Ich hasse es hier, aber das Essen schmeckt  | Eu Odeio Esse Lugar, mas Essa Comida é Ótima      | 25. Jan. 2023                  | 15. Feb. 2023                                   |
| 3          | 3         | Achtung, viele Dinge sind hier hochexplosiv | Aliás, Muita Coisa Aqui Explode                   | 25. Jan. 2023                  | 15. Feb. 2023                                   |
| 4          | 4         | Wissen ist viel schlimmer als Unwissen      | Saber é Muito Pior do que não Saber               | 25. Jan. 2023                  | 15. Feb. 2023                                   |
| 5          | 5         | Flieht!                                     | Foge!                                             | 25. Jan. 2023                  | 15. Feb. 2023                                   |
| 6          | 6         | Im Körper einer anderen Ludmila             | Eu tô no Corpo de Outra Ludmila                   | 25. Jan. 2023                  | 15. Feb. 2023                                   |
| 7          | 7         | Du hättest auf deine Mutter hören sollen    | Você Devia ter Obedecido a sua mãe                | 25. Jan. 2023                  | 15. Feb. 2023                                   |
| 8          | 8         | Das könnte meine letzte Nachricht sein      | Talvez Essa Seja a Minha Última Mensagem pra Você | 25. Jan. 2023                  | 15. Feb. 2023                                   |

### Staffel 2
| Nr. (ges.) | Nr. (St.) | Deutscher Titel | Originaltitel                       | Erstausstrahlung (Disney Channel) | Deutschsprachige Erstveröffentlichung (Disney+) |
| ---------- | --------- | --------------- | ----------------------------------- | --------------------------------- | ----------------------------------------------- |
| 9          | 1         | —               | Em que Universo Você Tá Agora?      | 15. Juli 2024                     | —                                               |
| 10         | 2         | —               | Sou Eu, Pai                         | 16. Juli 2024                     | —                                               |
| 11         | 3         | —               | Adeus, Futuro                       | 17. Juli 2024                     | —                                               |
| 12         | 4         | —               | Mãe! Acorda! Mãe!                   | 18. Juli 2024                     | —                                               |
| 13         | 5         | —               | Somos Amigas em Todos os Universos! | 22. Juli 2024                     | —                                               |
| 14         | 6         | —               | Uma Aberração!                      | 23. Juli 2024                     | —                                               |
| 15         | 7         | —               | É a Vingança do Coração             | 24. Juli 2024                     | —                                               |
| 16         | 8         | —               | Acho que o Multiverso Gosta de Mim  | 25. Juli 2024                     | —                                               |